# Tower, Minnesota
Tower är en ort i Saint Louis County, Minnesota, USA.